# Acostia gracilis
Acostia gracilis är en gräsart som beskrevs av Jason Richard Swallen. Acostia gracilis ingår i släktet Acostia och familjen gräs. Inga underarter finns listade i Catalogue of Life.